# آلن رید
آلن رید (انگلیسی: Alan Reed؛ ۲۰ اوت ۱۹۰۷ – ۱۴ ژوئن ۱۹۷۷) یک هنرپیشه، و صدا پیشه اهل ایالات متحده آمریکا بود.
از فیلم‌ها یا برنامه‌های تلویزیونی که وی در آن نقش داشته است می‌توان به صبحانه در تیفانی، زنده‌باد زاپاتا! اشاره کرد.

## مرگ
رید، یک سیگاری شدید،  به سرطان مثانه مبتلا شد. سرطان با جراحی درمان شد،  اما او بعداً دچار آمفیزم شد. در نهایت، او  پس از سکته قلبی در مرکز پزشکی سنت وینسنت (لس آنجلس) درگذشت. . 